# Konstantinov steber
Konstantinov steber je bil postavljen leta 330 na ukaz rimskega cesarja Konstantina, da bi obeležil ustanovitev Konstantinopla, nove prestolnice Rimskega imperija. Steber se nahaja na aveniji Divan Yolu v Carigradu (nekdanja glavna cesta Bizanca - Hodos Egnatija ali ulica Mese v območju mesta). Okoli stebra je bil zgrajen okrogli stebriščni atrij, v katerem je bil Konstantinov forum. Ta je stal med Teodozijevim forumom in središčem mesta Avgustaionom (danes Trg sultana Ahmeda).

## Opis
Porfirni steber je danes visok 35 metrov; prvotno je bil visok vsaj 45 metrov, saj se bil za tri porfirne valje višji in ni bil za dva metra pogreznjen v zemljo. Na njem je prvotno stal kolosalni kip grškega sončnega boga Apolona. Leta 1106 je močno neurje z vrha stebra odpihnilo kip in tri nivoje stebra. Cesar Manuel Komnenos je dal steber obnoviti in na vrh postavil zlati križ. Dodal je tudi spominski napis, ki se je glasil: "Zvesti Manuel je obogatil to sveto umetniško delo, ki ga je poškodoval čas." - kar jasno nakazuje, da so v krščanskem vzhodnorimskem imperiju spoštovali pogansko antično tradicijo. Obroče med nivoji stebra so okraševali bronasti reliefi oljčnih vencev, ki so jih oropali v četrtem križarskem pohodu, zlati križ pa so s stebra odstranili Osmani leta 1453.